# Уэдраого, Элоди
Элоди Уэдраого (фр. Élodie Ouédraogo; род. 27 февраля, 1981 года, Сен-Жосс-тен-Ноде, Бельгия) — бельгийская легкоатлетка, бегунья на короткие дистанции, специализируется на 200 метров и 400 м с барьерами Чемпионка летних Олимпийских игр 2008 года в эстафете 4*100 метров и бронзовый призёр чемпионата мира 2007 года в эстафете 4*100 метров.

## Спортивная карьера
Дебют на международной арене состоялся в 2004 году. Уэдраого заняла шестое место в эстафете 4×100 метров на Летних Олимпийских играх 2004. В следующем году Уэдраого выиграла бронзовую медаль на Всемирной летней универсиаде 2005 . На Чемпионате мира 2007 она выиграла бронзовую медаль в эстафете 4×100 м с товарищами по команде Оливией Борле , Ханной Мариэн и Ким Геварт, установивив национальный рекорд. На летних Олимпийских играх в Пекине 2008 этот же эстафетный квартет принимал участие в финальном забеге. В полуфинале они уверенно заняли первое место, опередив сборные Великобритании, Бразилии и Нигерии. В финале они пришли к финишу вторыми, установив национальный рекорд — 42,54 секунды, однако сборная России пришедшая к финишу первой была в 2016 дисквалифицирована из-за использования допинга, и бельгийки получили золотые медали.